# Magyarország az 1906. évi nyári olimpiai játékokon
Magyarország a görögországi Athénban megrendezett 1906. évi nyári olimpiai játékok egyik részt vevő nemzete volt. Az olimpián részt vevő magyar delegáció névsorát az 1906. évi nyári olimpia magyarországi résztvevőinek listája című szócikk tartalmazza.

## Érmesek
| Érem  | Versenyző                                         | Sportág  | Versenyszám                       |
| ----- | ------------------------------------------------- | -------- | --------------------------------- |
| Arany | Sztantics György                                  | Atlétika | Férfi 3000 m gyaloglás            |
| Arany | Hajós Henrik Halmay Zoltán Kiss Géza Ónody József | Úszás    | Férfi 4 × 250 m gyorsváltó        |
| Ezüst | Dávid Mihály                                      | Atlétika | Férfi súlylökés                   |
| Ezüst | Gönczy Lajos                                      | Atlétika | Férfi magasugrás                  |
| Ezüst | Mudin István                                      | Atlétika | Férfi ötpróba                     |
| Ezüst | Erődi Béla                                        | Torna    | Férfi függeszkedés                |
| Ezüst | Halmay Zoltán                                     | Úszás    | Férfi 100 m gyors                 |
| Bronz | Mudin István                                      | Atlétika | Férfi antik stílusú diszkoszvetés |
| Bronz | Holubán Ferenc                                    | Birkózás | Férfi kötöttfogás, könnyűsúly     |
| Bronz | Tóth Péter                                        | Vívás    | Férfi kard egyéni, háromtalálatos |

## Eredményesség sportáganként
Az egyes sportágak eredményessége, ill. az induló versenyzők száma a következő (zárójelben a magyar indulókkal rendezett versenyszámok száma, kiemelve az egyes oszlopokban előforduló legmagasabb érték, vagy értékek):
| Sportág, szakág | Helyezések száma | Helyezések száma | Helyezések száma | Helyezések száma | Helyezések száma | Helyezések száma | Olimpiai pont | Indulók száma | Indulók száma | Indulók száma |
| Sportág, szakág | 1.               | 2.               | 3.               | 4.               | 5.               | 6.               | Olimpiai pont | Férfi         | Nő            | Össz.         |
| atlétika        | 1                | 3                | 1                | 0                | 2                | 1                | 31            | 12            | 0             | 12            |
| birkózás        | 0                | 0                | 1                | 0                | 0                | 0                | 4             | 3             | 0             | 3             |
| sportlövészet   | 0                | 0                | 0                | 0                | 1                | 0                | 2             | 2             | 0             | 2             |
| tenisz          | 0                | 0                | 0                | 0                | 0                | 0                | 0             | 1             | 0             | 1             |
| torna           | 0                | 1                | 0                | 0                | 0                | 1                | 6             | 8             | 0             | 8             |
| úszás           | 1                | 1                | 0                | 1                | 0                | 1                | 16            | 6             | 0             | 6             |
| vívás           | 0                | 0                | 1                | 1                | 2                | 1                | 12            | 5             | 0             | 5             |
|                 |                  |                  |                  |                  |                  |                  |               |               |               |               |
| Összesen        | 2                | 5                | 3                | 2                | 5                | 4                | 71            | 35            | 0             | 35            |

- Erődi Béla birkózásban és tornában is versenyzett.

## Atlétika
| Versenyző        | Versenyszám                | Helyezés        |
| ---------------- | -------------------------- | --------------- |
| Dávid Mihály     | súlylökés                  | Ezüst           |
| Dávid Mihály     | diszkoszvetés              | helyezés nélkül |
| Dávid Mihály     | diszkoszvetés antik stílus | helyezés nélkül |
| Dávid Mihály     | gerelyhajítás              | helyezés nélkül |
| Gönczy Lajos     | magasugrás                 | Ezüst           |
| Gönczy Lajos     | magasugrás helyből         | 5.              |
| Hellmich Miksa   | 100 m síkfutás             | helyezés nélkül |
| Kiss Imre        | rúdugrás                   | 5.              |
| Kovács Nándor    | 110 m gátfutás             | helyezés nélkül |
| Luntzer György   | diszkoszvetés              | helyezés nélkül |
| Luntzer György   | diszkoszvetés antik stílus | helyezés nélkül |
| Luntzer György   | gerelyhajítás              | helyezés nélkül |
| Luntzer György   | hárompróba                 | 10.             |
| Mudin István     | távolugrás helyből         | 15.             |
| Mudin István     | súlylökés                  | helyezés nélkül |
| Mudin István     | diszkoszvetés              | helyezés nélkül |
| Mudin István     | diszkoszvetés antik stílus | Bronz           |
| Mudin István     | ötpróba                    | Ezüst           |
| Somodi István    | magasugrás                 | helyezés nélkül |
| Somodi István    | távolugrás                 | 8.              |
| Somodi István    | távolugrás helyből         | 6.              |
| Strausz Gyula    | diszkoszvetés              | helyezés nélkül |
| Strausz Gyula    | diszkoszvetés helyből      | helyezés nélkül |
| Strausz Gyula    | gerelyhajítás              | helyezés nélkül |
| Szegedy Géza     | magasugrás                 | helyezés nélkül |
| Szegedy Géza     | magasugrás helyből         | helyezés nélkül |
| Szegedy Géza     | távolugrás helyből         | helyezés nélkül |
| Sztantics György | 1500 m gyaloglás           | 7.              |
| Sztantics György | 3000 m gyaloglás           | Arany           |
| Varga Pál        | 110 m gátfutás             | helyezés nélkül |
| Varga Pál        | magasugrás                 | helyezés nélkül |
| Varga Pál        | távolugrás                 | 10.             |
| Varga Pál        | gerelyhajítás              | 11.             |
| Varga Pál        | ötpróba                    | 22.             |

## Birkózás
| Versenyző      | Versenyszám            | Helyezés |
| -------------- | ---------------------- | -------- |
| Erődi Béla     | kötöttfogás könnyűsúly | 7-       |
| Holubán Ferenc | kötöttfogás könnyűsúly | Bronz    |
| Weisz Richárd  | kötöttfogás nehézsúly  | 7-       |

## Sportlövészet
| Versenyző         | Versenyszám             | Helyezés |
| ----------------- | ----------------------- | -------- |
| Szemere László    | szabad fegyver-300 m    | 17.      |
| Szemere László    | hadi puska 200 m        | 20.      |
| Szemere László    | hadi puska 300 m        | 25.      |
| Szemere László    | katonai pisztoly (1873) | 28.      |
| Török Sándor gróf | párbajpisztoly-25 m     | 5.       |
| Török Sándor gróf | trap                    | 7.       |
| Török Sándor gróf | dupla trap              | 9.       |
| Török Sándor gróf | párbajpisztoly 30 m     | 12.      |
| Török Sándor gróf | revolver 20 m           | 19.      |
| Török Sándor gróf | pisztoly 25 m           | 20.      |
| Török Sándor gróf | pisztoly 50 m           | 28.      |
| Török Sándor gróf | katonai pisztoly (1873) | 26.      |

## Tenisz
| Versenyző     | Versenyszám | Helyezés    |
| ------------- | ----------- | ----------- |
| Vitous Károly | egyéni      | helyezetlen |

## Torna
| Versenyző     | Versenyszám        | Helyezés |
| ------------- | ------------------ | -------- |
| Dáner Béla    | csapat             | 6.       |
| Dáner Béla    | összetett 6 szeren | 17.      |
| Dáner Béla    | összetett 5 szeren | 21-      |
| Erdős Árpád   | csapat             | 6.       |
| Erdős Árpád   | összetett 5 szeren | 29-      |
| Erődi Béla    | függeszkedés       | Ezüst    |
| Erődi Béla    | összetett 6 szeren | 6.       |
| Erődi Béla    | összetett 5 szeren | 7-       |
| Erődi Béla    | csapat             | 6.       |
| Gráf Frigyes  | csapat             | 6.       |
| Gráf Frigyes  | összetett 6 szeren | 18-      |
| Gráf Frigyes  | összetett 5 szeren | 21-      |
| Kakas Gyula   | csapat             | 6.       |
| Kakas Gyula   | összetett 6 szeren | 23.      |
| Kakas Gyula   | összetett 5 szeren | 31-      |
| Kovács Nándor | csapat             | 6.       |
| Szabó Kálmán  | csapat             | 6.       |
| Szabó Kálmán  | összetett 5 szeren | 31-      |
| Szűcs Vilmos  | csapat             | 6.       |
| Szűcs Vilmos  | összetett 6 szeren | 24.      |
| Szűcs Vilmos  | összetett 5 szeren | 35-      |
| Szűcs Vilmos  | függeszkedés       | 10.      |

## Úszás
| Versenyző               | Versenyszám      | Helyezés      |
| ----------------------- | ---------------- | ------------- |
| 4x250 m gyorsúszó váltó | Halmay Zoltán    | Arany 15:13,6 |
| 4x250 m gyorsúszó váltó | Hajós Henrik     | Arany 15:13,6 |
| 4x250 m gyorsúszó váltó | Kiss Géza        | Arany 15:13,6 |
| 4x250 m gyorsúszó váltó | Ónody József     | Arany 15:13,6 |
| Bruckner Alajos         | 400 m gyorsúszás | 4.            |
| Halmay Zoltán           | 100 m gyorsúszás | Ezüst 1:14,2  |
| Ónody József            | 100 m gyorsúszás | 6.            |
| Tóbiás Zoltán           | 400 m gyorsúszás | feladta       |

## Vívás
| Versenyző       | Versenyszám              | Helyezés    |
| --------------- | ------------------------ | ----------- |
| Apáthy Jenő     | kardvívás-egyéni         | 6.          |
| Apáthy Jenő     | kardvívás-háromtalálatos | 5.          |
| Apáthy Jenő     | kardvívás-csapat         | 4.          |
| Hámos Antal     | kardvívás-háromtalálatos | helyezetlen |
| Mészáros Lóránt | kardvívás-egyéni         | 5.          |
| Mészáros Lóránt | tőr-egyéni               | 4-          |
| Mészáros Lóránt | kardvívás-csapat         | 4.          |
| Nagy Béla       | kardvívás-egyéni         | helyezetlen |
| Nagy Béla       | kardvívás-háromtalálatos | helyezetlen |
| Nagy Béla       | kardvívás-csapat         | 4.          |
| Tóth Péter      | tőrvívás-egyéni          | helyezetlen |
| Tóth Péter      | kardvívás-egyéni         | feladta     |
| Tóth Péter      | kardvívás-háromtalálatos | Bronz       |
| Tóth Péter      | kardvívás-csapat         | 4.          |